# Angtoria
Angtoria es una banda de metal sinfónico compuesta por la cantante británica Sarah Jezebel Deva (de Cradle of Filth) los hermanos suecos Chris Rehn (antes de Abyssos), y Tommy Rehn (antes de Moahni Moahna).
La cantante Sarah Jezebel Deva - que también ha trabajado con bandas como  Therion, Mortiis y Mystic Circle - se unió a los hermanos en 2001 para crear la banda. Su álbum debut,God Has a Plan For Us All fue lanzado en abril de 2006. El nombre de Angtoria deriva su origen en el título de una canción de la banda Moahni Moahna, donde Tommy fue miembro entre 1992-1998.

## Historia
La banda comenzó con una amistad forjada entre Sarah y Chris cuando estaban de gira en 2001 con la banda Cradle of Filth. En 2002, se unieron a Tommy para producir un demo no oficial que se escuchó solo por las compañías discográficas, con la excepción de "Six Feet Under’s Not Deep Enough", que fue publicada en la página web de la banda. Esta demo incluye un cover de Kylie Minogue '"Confide in Me". La banda ganó un concurso en gothmetal.net en mayo de 2005 y su premio fue la inclusión en un CD recopilatorio. A finales de 2005 se firmó finalmente por el sello francés Listenable Records.
El álbum God Has a Plan For Us All cuenta con todos los temas del demo, con la excepción de "Child That Walks the Path of a Man", que sólo ofrece como bonus track en la digipack El álbum también incluye dos temas del primer disco de Chris y Sarah en 2001, junto con otros seis temas nuevos. El bajista es Dave Pybus de (Cradle of Filth y exbajista de Anathema) y las voces masculinas en "Original Sin", fueron grabadas por Aaron Stainthorpe de  My Dying Bride. Sarah Jezebel Deva ha anunciado públicamente que planea sobre la reunificación de Angtoria para un nuevo álbum en algún momento de 2009 o principios de 2010.

## Miembros
- Sarah Jezebel Deva – Voz principal
- Tommy Rehn – Guitarra líder
- Chris Rehn – Guitarra rítmica, teclados
- Dave Pybus – Bajo
- John Henriksson – Batería

## Discografía
- Across Angry Skies (EP, 2004)
- God Has a Plan For Us All (Estudio, 2006)
- Untitled Second Studio Album(Estudio, 2010)